# Ommatius beameri
Ommatius beameri là một loài ruồi trong họ Asilidae. Ommatius beameri được Wilcox miêu tả năm 1936. Loài này phân bố ở vùng Tân Bắc giới.